# Stenanthium densum
Stenanthium densum là một loài thực vật có hoa trong họ Melanthiaceae. Loài này được (Desr.) Zomlefer & Judd mô tả khoa học đầu tiên năm 2002.